# Capriva del Friuli
Capriva del Friuli (furlanski: Caprive, slovenski: Koprivno) je općina u Goričkoj pokrajini u Italiji.
Općina se nalazi oko 40 km od Trsta, te 8 km od Gorice. Naselja (frazioni) u ovoj općini su Russiz i Spessa.
Capriva del Friuli graniči s ovim općinama: Cormons, Moraro, Mossa, San Floriano del Collio, San Lorenzo Isontino.